# Ammoecius elevatus
Ammoecius elevatus é uma espécie de insetos coleópteros polífagos pertencente à família Aphodiidae.
A autoridade científica da espécie é Olivier, tendo sido descrita no ano de 1789.
Trata-se de uma espécie presente no território português.